# Jan Duben
Jan Duben, plným jménem Jan Ladislav Duben (4. května 1829 Dražovice – 28. května 1910 Sušice), byl rakouský a český římskokatolický kněz a politik, v 80. letech 19. století poslanec Českého zemského sněmu.

## Biografie
Narodil se roku 1829 v jihozápadních Čechách. V roce 1859 nastoupil jako farář do Nezamyslic. Působil i jako spisovatel a překladatel náboženské literatury, publikoval stati v časopisech.
V 80. letech 19. století se zapojil i do zemské politiky. V zemských volbách roku 1883 byl zvolen v kurii venkovských obcí (volební obvod Sušice – Horažďovice) do Českého zemského sněmu. Byl jediným v etnicky českých volebních okrscích zvoleným kandidátem, který nebyl navržen oficiálním volebním výborem staročechů a mladočechů. Politicky byl nezávislým českým klerikálním kandidátem.